# Midleton
Midleton (Mainistir na Corann en irlandés) es una población que se encuentra en el Condado de Cork, Irlanda. Está situada a 22 km de Cork por la carretera N25 entre Cork y Rosslare sobre el río Owenacurra. Por ser una ciudad dormitorio, se la considera parte del entorno metropolitano de Cork.

## Historia
En el 1180 una avanzadilla de normandos encabezada por Barry Fitz Gerald construyó una abadía en la presa del río donde se estableció un grupo de monjes cistercienses procedentes de Borgoña. Esa abadía fue conocida como la Abadía Chore o Castro Chor, tomando su nombre de la palabra irlandesa «cora» («presa»), aunque también se baraja la hipótesis de que el nombre proceda de la palabra «coro». La presencia de la abadía aparece en el nombre irlandés de la ciudad Mainistir na Corann (Monasterio en la Presa) así como en el nombre del río Owenacurra (Abhainn na Cora) o río de las presas. La iglesia de San Juan Bautista fue erigida en 1825 donde se encontraba la abadía.
El capitán y más tarde almirante Sir Walter Raleigh estuvo asociado a Midleton durante largos periodos de tiempo, pues estuvo viviendo en la cercana localidad de Youghal entre 1585 y 1602. Su presencia se debió a la recompensa en forma de entrega de tierras con la que fue premiado por ayudar a sofocar la Segunda Rebelión de Desmond entre 1579 y 1583. Para acabar con la rebelión, se le ordenó sitiar el castillo de Barry, cerca de Cahermore. El senescal de Imokilly se refugió en la abadía al ser expulsado del castillo, pero Raleigh lo hizo huir de allí algo más tarde. Walter Raleigh está considerado el primer europeo en plantar patatas.
La ciudad se llama actualmente Midleton («ciudad en el medio») por su situación entre Cork y Youghal. En 1670 Carlos II de Inglaterra le concedió los privilegios para tener un mercado y una parada de correos, convirtiéndose más tarde en una parada del Gran Ferrocarril del Sur y Oeste de Irlanda.
Alan Brodrick, portavoz de la Cámara de los Comunes de Irlanda y canciller de Irlanda fue el primero en ser nombrado Barón de Midleton en 1715 y más tarde Vizconde en 1717. Hoy en día la calle Broderick conmemora estos hechos.
Una escuela privada conocida como Midleton College fue fundada por Elizabeth Villiers, tutora de Guillermo III de Inglaterra, en 1696. Esta escuela está actualmente asociada con la Iglesia de Irlanda. Entre sus antiguos alumnos se encuentran Isaac Butt, fundador de la Home Rule League, importante partido político irlandés del siglo XIX y John Philpot Curran, padre de Sarah Curran. Hoy en día la escuela es famosa por la gran calidad de los jugadores de hurling allí formados, muchos de los cuales han sido internacionales con la selección irlandesa.
Midleton también es la sede de las Destilerías de Cork, creadas en 1825, las cuales forman parte de las Destilerías Irlandesas desde 1967 y hoy en día parte de la compañía francesa Pernod Ricard. El whisky, vodka y el resto de bebidas se destilan actualmente en el nuevo complejo de destilación de Midleton, ya que la fábrica antigua ha sido convertida en un centro de visitantes. Esta edificación posee el récord de tener el alambique más grande del mundo, con una capacidad de 140.000 litros y también el molino de agua más grande de Irlanda, con una rueda de más de siete metros de diámetro. Los famosos whiskys irlandeses Paddy y Jameson son producidos en Midleton.
En el comienzo de la calle principal de la localidad se encuentra un monumento a 16 soldados del ejército republicano irlandés que fallecieron en la guerra de Independencia irlandesa. Doce de ellos murieron en los combates contra el Ejército Británico cerca de Clonmut, mientras que cuatro más fueron capturados y más tarde ejecutados. Este incidente fue el hecho donde más miembros del IRA murieron durante la guerra. El capitán Sean O'Shea dirigió a los chicos de Clonmut que participaron en los hechos y está enterrado en el cementerio de Midleton, como líder del levantamiento republicano. Cerca de su tumba hay un monumento que conmemora el 200 aniversario de la rebelión irlandesa de 1798.